# Eunape
Eunape de Sardes, en grec ancien : Εὐνάπιος Eunapios (v. 349 – après 414), est un rhéteur grec auteur de Vies de philosophes et de sophistes — ensemble de plus de vingt-cinq biographies de philosophes anatoliens des  IIIe et IVe siècles, et d'une Histoire dont il ne reste de larges fragments.

## Biographie
La biographie est difficile à établir, les informations provenant uniquement de l'œuvre, sans aucun témoignage extérieur pour compléter les connaissances sur la vie d'Eunape. Ce dernier reconnaît être confronté au même problème pour plusieurs biographies qu'il a lui-même rédigées. Une inscription trouvée en Égypte (CIG III, (1853) no 4076) mentionne un Eunape, qui pourrait être celui de Sardes, mais le texte est incertain ; il se pourrait que l'inscription soit due à l'un de ses fils.
Eunape est né à Sardes en Lydie, Asie mineure vers 349. La date de naissance, fondée sur le contexte et les vocables pour désigner les âges de la vie, est difficile à établir. Mais on peut la déduire à partir du fait que Prohérésios est exclu, parce que chrétien, de l'enseignement entre 362 et 364 sous l'empereur Julien. Eunape le rencontra après l'abrogation de la loi scolaire. La date est importante, l'arrivée avant ou après les lois de Julien permettent de le situer dans le contexte du renouveau intellectuel païen.
Il est le parent par alliance de Chrysanthe de Sardes, qui fut également son professeur durant sa jeunesse, et qui est ami du médecin Oribase de Pergame. À l'âge de seize ans, Eunape part étudier à Athènes, chez Prohérésios, un sophiste chrétien d'origine arménienne ; il y est initié aux mystères d'Éleusis et introduit parmi les Eumolpides. En 368/369, vers l'âge de 20 ans, il veut poursuivre ses études en Égypte, mais ses parents le rappellent en Lydie pour enseigner dans l'école de sophistique. Après quoi il suit les cours de son parent Chrysanthe de Sardes, qui l'initie à la philosophie de Jamblique, pour ensuite exercer la médecine, mais aussi respecter un silence dit « mystérique » (c'est-à-dire relatif aux mystères). Contemporain et zélé partisan de l'empereur Julien, il se montra ardent adversaire des chrétiens, voire fanatiquement antichrétien aux dires de Photios, dont la présentation est cependant très partiale[réf. nécessaire].
La date de sa mort est inconnue. Cependant, dans l'Histoire, il évoque l'impératrice Pulchérie, qui régna de 414 à 416, et l'on sait qu'il avait environ 65 ans sous son règne.

## Œuvre
Eunape a laissé un recueil de biographies de philosophes, les Vies de Sophistes, ainsi qu'une Histoire, perdue, dont il reste de larges fragments. Les ouvrages sont conçus pour être complémentaires du fait que les Vies et l'Histoire se renvoient régulièrement l'un à l'autre,.

### LesVies
Il compose vers 395-396 une Vies de philosophes et de sophistes, recueil de plus de vingt-cinq biographies « intellectuelles » de philosophes anatoliens des IIIe et IVe siècles. Ces biographies s'étendent de 207 à 407, de Plotin à Chrysanthe. Elles concernent neuf philosophes, dix sophistes et cinq médecins. Cependant, on trouve également dans l'ouvrage des excursus importants dans lesquels on découvre de nombreux personnages ainsi que plusieurs païens qui sans être philosophes ont cependant joué un rôle dans la vie des personnages présentés. L'ouvrage offre ainsi des détails intéressants sur plusieurs philosophes éclectiques, ainsi que sur des médecins et des rhéteurs de son temps, qu'Eunape a côtoyés à l'occasion d'enseignements oraux. Dans ces biographies, Eunapios ne fait pas œuvre de philosophe, préférant insister sur les actions et le genre de vie. Il examine d'une part les philosophes suivants : 
1. Plotin
2. Porphyre de Tyr
3. Jamblique
4. Édésios de Cappadoce
5. Sopatros d'Apamée
6. Eustathe de Cappadoce
7. Sosipatra d'Ephèse
8. Antonin
9. Maxime d'Éphèse
10. Julien, empereur
11. Priscos de Thesprotie)

d'autre part des sophistes de son temps, ainsi que des « iatrosophistes », c'est-à-dire des médecins (ci-après, de Zénon à Théon):
1. Julien de Cappadoce
2. Prohérésios
3. Éphanios de Syrie
4. Diophantos d'Arabie
5. Sopolis
6. Himérios de Bithynie
7. Parnasios
8. Libanios
9. Acace de Césarée
10. Nymphidianos de Smyrne
11. Zénon de Chypre
12. Magnos de Nisibe
13. Oribase de Pergame
14. Ionicos de Sardes
15. Théon
16. Chrysanthe

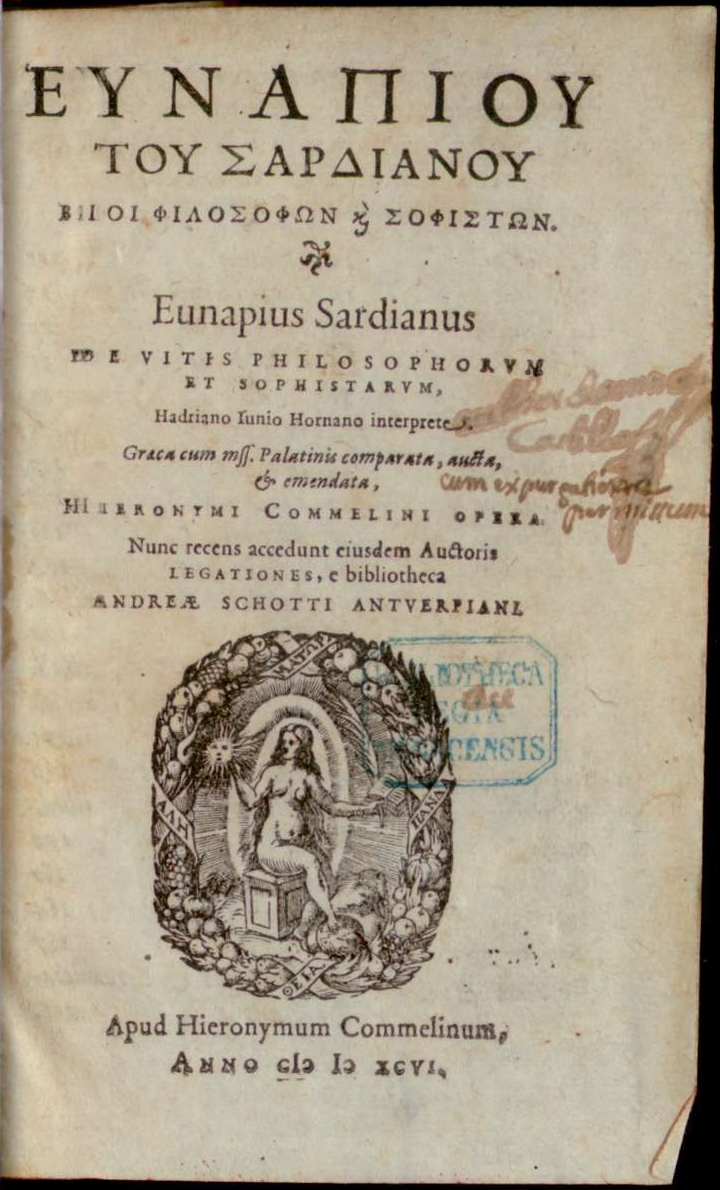
Page de titre des Vitae sophistarum. Édition du texte grec et traduction en latin par Hadrianus Junius, Heidelberg, 1596.

Il vise à « une histoire continue et circonscrite avec exactitude de la vie des hommes les meilleurs en philosophie et en rhétorique ». Eunape retient plusieurs critères de sélection des philosophes, des hommes du IVe siècle, contemporains du maître Chrysanthe. Tous sont des orientaux et font partie de la couche supérieure de la société, la plupart furent professeurs dans les cités intellectuelles de l'empire et tous ont écrit des livres. La transmission est à portée morale ce qui lui permet d'être une source essentielle sur la sociologie antique malgré la chronologie imprécise.
Pour l'historienne de la littérature grecque, Suzanne Saïd, cet ouvrage propose donc des « biographies païennes », mais qui sont pourtant imprégnées de religiosité. Ce type de biographies présente des hommes qui ont atteint une « condition véritablement divine » grâce à la voie philosophique qu'ils ont suivies, et ce faisant, ces textes se situent dans la lignée des biographies néoplatoniciennes du IIIe siècle, bien qu'elles accordent peut-être encore plus de place aux miracles et au surnaturel. En ce sens, Eunape ne s'en tient pas réellement à des biographies « intellectuelles », car il s'agit plutôt de textes relevant de l'« hagiographie païenne », selon le mot d'Arnaldo Momigliano, laissant peu de place aux faits historiques et à la présentation des systèmes philosophiques, et ce au profit des miracles. S. Saïd voit donc en Eunape un « hiérophante » qui met en scène des thaumaturges, comme par exemple le « divin Jamblique » ou Maxime d'Éphèse ou encore Sosipatra dont le portrait « qu'il [en] trace n'a rien à envier à la Vie de sainte Macrine de Grégoire de Nysse ».

#### L'Histoire
Eunape est aussi l'auteur d'une Histoire en quatorze livres, qui continue l'œuvre de Dexippe, qui va de Claude II le Gothique en 270, jusqu'à Honorius et Arcadius, en 407, à moins qu'elle ne s'arrête en 404, au moment Arsace succède Jean Chrysostome. La répartition n'est pas régulière dans la mesure où un témoignage indique que le premier livre couvre quatre-vingt-dix ans. Une centaine de fragments sont connus par Photios, la Souda et les Excerpta de Constantin VII Porphyrogenete ainsi que Zosime qui l'utilise pour la plus grande partie de son Histoire Nouvelle.
Selon Photios, dans le codex 77 de sa Bibliothèque, Eunape est anti-chrétien et tient un discours contre Constantin, il glorifie l'empereur Julien. Photios signale qu'il y aurait eu deux éditions de l'Histoire, la seconde présentant nettement moins de critiques du christianisme, mais son texte serait moins compréhensible du fait qu'il présente des coupures. La question du contenu de cette seconde édition, perdue, a été très débattue. Des historiens supposent qu'il s'agit d'une version expurgée par un compilateur byzantin, à moins que Eunape n'ait voulu compléter son texte. Dans le cas de cette dernière hypothèse, il est probable que l'ouvrage fut publié en plusieurs parties, la première partie de l'Histoire s'arrête en 395/396 (référence à l'invasion des Goths et la destruction des temples païens par Théodose Ier) et une seconde partie continue jusqu'au début du Ve siècle,,.

#### Edito princeps
- Anvers, 1569, par Hadrianus Junius[25]
- Heidelberg, 1596 par  Hadrianus Junius, chez Jérôme Commelin[25]
- Boissonade, Amsterdam, 1822, 2 volumes in-8, réimprimés à la suite de Philostrate dans la Bibliothèque grecque des Didot, 1849[25]

#### Édition en grec
- Karl Müller, Fragmenta Historicum Graecum, tome IV, Paris, F. Didot, 1870.

#### Traductions en français
- Vies des philosophes et des sophistes (vers 395), trad. Stéphane de Rouville (1878). [Lire en ligne sur Remacle.org (page consultée le 3 juin 2024)]
- Vies de philosophes et de sophistes, trad., présentation et notes par Olivier D'Jeranian, Paris, Éditions Manucius, coll. « Le Philosophe », 2009, 187 p.  (ISBN 978-2-845-78101-6)
- [C.U.F.] Vies de philosophes et de sophistes  (trad. Richard Goulet), Paris, Les Belles Lettres, coll. « Collection des Universités de France », 2014, XXI + 993 p. (ISBN 978-2-251-00592-8, présentation en ligne). Deux tomes en un volume : T. 1, Introduction et prosopographie, 595 p.; T. 2, Édition critique, traduction française, notes et index, xix + 381 p.

#### Traduction en anglais
- (grc + en) Philostratus and Eunapius (trad. Wilmer Cave Wright (en)), The Lives of the Sophistes, Londres - New York, William Heinemann - G.P. Putnam's Sons, coll. « The Loeb Classical Library », 1922, XLII + 596 p. (lire en ligne), p. 318 - 596

#### Études
- Richard Goulet, « Sur la chronologie de la vie et des œuvres d'Eunape de Sardes », The Journal of Hellenic Studies, vol. 100 « Centennary Issue », no 1980,‎ 1980, p. 60-72 (lire en ligne )
- Richard Goulet, « Eunape de Sardes », dans Richard Goulet (Dir.), Dictionnaire des philosophes antiques, vol. 3 : D'Eccélos à Juvénal, Paris, CNRS Éditions, 2000, 1072 p. (ISBN 978-2-271-05748-8, lire en ligne), p. 310–324.
- Richard Goulet, Études sur les Vies de philosophes dans l’Antiquité tardive. Diogène Laërce, Porphyre de Tyr, Eunape de Sardes, Paris,, Librairie philosophique J. Vrin, coll. « Textes et traditions » (no 1), 2001, 421 p. (présentation en ligne)
- (it) A. Baldini, Ricerche sulla storia di Eunapio di Sardi. Problemi di storiografia tardopagana, Bologne, CLUEB, coll. « Studi di storia antica » n°10, 1984,  (ISBN 978-8-849-10280-2)
- (it) Mariagrazia Boracchi, Ricerche sui frammenti delle Storie di Eunapio (Eunapius), Thèse, 1969, [[Lire en ligne sur acadamia.edu lire en ligne] (page consultée le 3 juin 2024)]
- Marie-Nicolas Bouillet  et Alexis Chassang (dir.), « Eunape » dans Dictionnaire universel d’histoire et de géographie, 1878 (lire sur Wikisource) [Lire en ligne la page précise (Lettre E) (page consultée le 3 juin 2024)]